# Tom Brophy
Thomas Brophy là một cầu thủ bóng đá người Anh thi đấu ở vị trí hậu vệ cho nhiều đội bóng ở Football League vào thập niên 1920.